# اسکول (اسطوره)

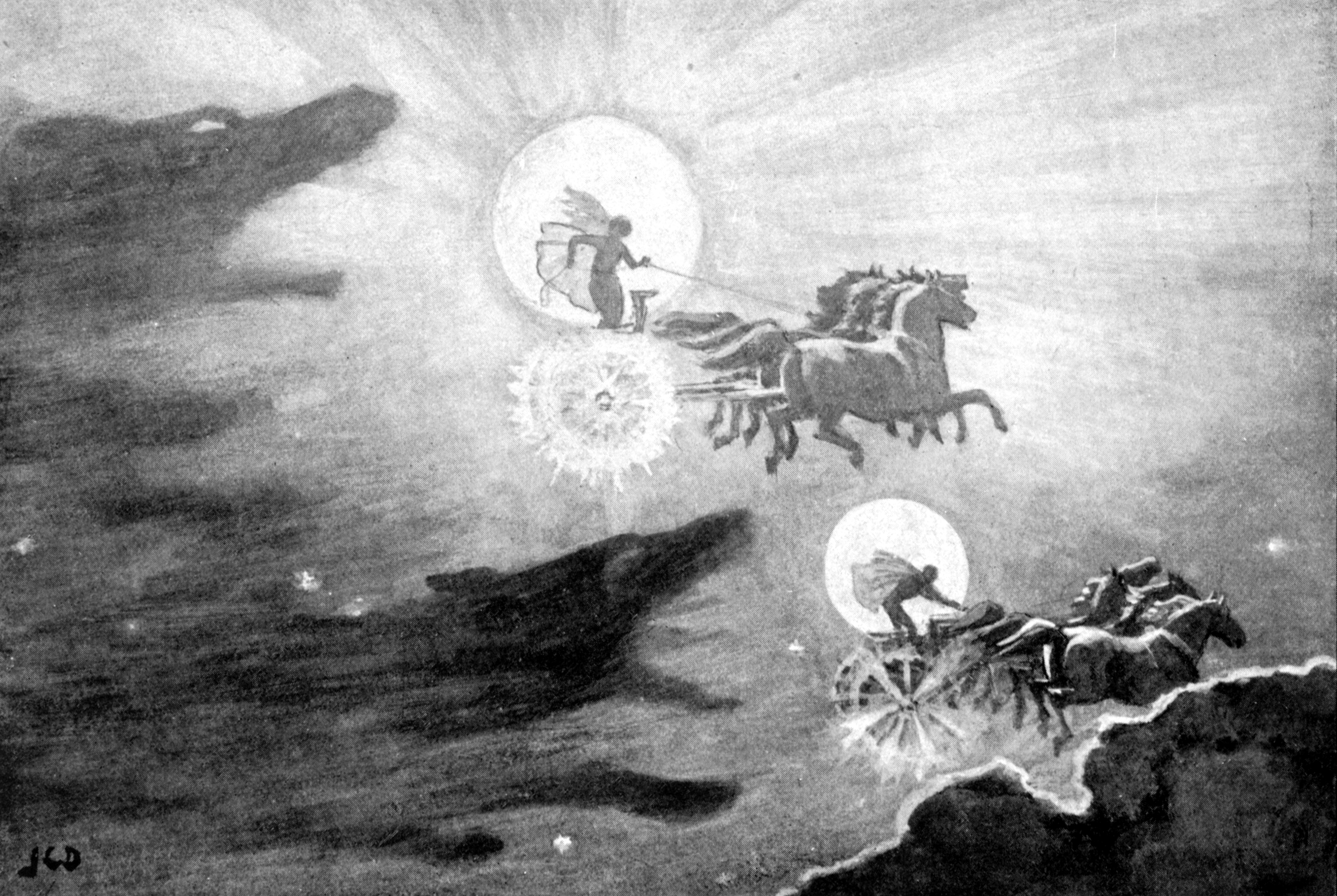
گرگ‌ها در حال تعقیب سول و مانی، اثر جان چارلز دال‌من (۱۹۰۹)

اسکول (به زبان نروژی باستان: Sköll) به معنی بی‌وفایی یا کسی که مسخره می‌کند، در اسطوره‌شناسی اسکاندیناوی هیولایی به شکل گرگ که فرزند فنریر و غولی مؤنث است. او همواره در آسمان در تعقیب اسب‌های آرواکر و آلسویدر است که ارابه‌ای حامل خورشید (سول) را که هر روز در آسمان می‌تاخت تعقیب می‌کرد و سعی در بلعیدن آن داشت. اسکول برادری به نام هاتی هرود ویتنیسون داشت که او نیز در تعقیب مانی، ایزد ماه بود. خورشید و ماه سریع در آسمان می‌دویدند، و این دو گرگ همیشه آن‌ها را دنبال می‌کردند. این دو گرگ گرسنه سرانجام در دورهٔ راگناروک، شکار خود را گرفتند و جهان را در تاریکی غوطه‌ور ساختند.
این مسئله به‌طور واضح مشخص نیست کدام یک از گرگ‌ها سعی درگرفتن ماه، و کدام یک خورشید را دنبال می‌نمود. بر طبق مورخ ایسلندی اسنوری استورلوسون، که آثارش معمولاً به عنوان کتاب‌های مقدماتی با ارزش رسمی و کیفیت پایین در اساطیر شمال به‌شمار می‌روند، ادعا می‌کند که اسکول در تعقیب خورشید و هاتی در تعقیب ماه است. اما بر طبق منابع دیگر اسنوری در مجموعه اشعار ادای منظوم این مسئله در تناقض است. از آنجایی که مانی یک ایزد مذکر است و سول (خورشید) مؤنث، روایات بندهای اشعار نشان می‌دهد که اسکول سعی در شکار ماه و هاتی در تعقیب خورشید است.